# Coccygidium
Coccygidium (лат.) — род паразитических наездников из семейства Braconidae. 

## Распространение
Тропики Старого Света, включая Африку, Юго-Восточную Азию, Австралию, также в Палеарктике.

## Описание
Мелкие перепончатокрылые наездники, длина тела около 5 мм.
Представителей рода можно отличить от всех других родов Agathidinae по следующей комбинации морфологических признаков: длинные стилетовидные шпоры передних голеней, уникальные среди всех Agathidinae; задний трохантеллус с килями.
Близок к группе родов Amputostypos, Hypsostypos, Zelomorpha.
Виды представляют собой одиночных койнобионтов-эндопаразитоидов гусениц Lepidoptera из семейства Noctuidae.
- Coccygidium absolutum Chen & Yang, 1998[3]
- Coccygidium amplarga (Gupta & Bhat, 1972)[4]
- Coccygidium anator (Fabricius, 1804)
- Coccygidium areolare (Szépligeti, 1908)[5]
- Coccygidium brasiliense (Szepligeti, 1902)
- Coccygidium concolor (Szepligeti, 1908)
- Coccygidium demerarus (Enderlein, 1920)
- Coccygidium dravida (Bhat & Gupta, 1977)
- Coccygidium dubiosum (Szepligeti, 1908)
- Coccygidium luteum Saussure, 1892
- Coccygidium tarsale (Szepligeti, 1902)
- Coccygidium transcaspicum (Kokujev, 1902)[6]
  - =Coccygidium opacum  (Shestakov, 1928)[7]
- Coccygidium varipes
- другие виды